# ジョン・エドワード・キャンベル
ジョン・エドワード・キャンベル（英: John Edward Campbell、1862年5月27日 – 1924年10月1日
）はアイルランドの数学者。ベイカー–キャンベル–ハウスドルフの公式を証明した。

## 経歴
1924年、医者の家に生まれた。メソジストカレッジとクイーンズ大学ベルファストで学び、1884年に卒業した。オックスフォード大学ハートフォード・カレッジで奨学生になった。1885年にはジュニア・数学大学奨学金を獲得し、1887年に大学のフェローになった。1888年にシニア奨学金を得て、最終的に家庭教師になった。キャンベルは魅力的かつ非常に熱心な教師で、また女性教育の促進に努めた。
1897年、キャンベルはリー代数にべき乗の乗法を導入する事で、彼の数学の貢献の中で最も注目される公式を発見した。後にアンリ・ポアンカレ（1899）、ヘンリー・フレデリック・ベイカー（1902）も同様の式を導出し、フェリックス・ハウスドルフ（1906）が幾何学的に体系化した。現在この公式はベイカー–キャンベル–ハウスドルフの公式として知られる。
1903年、書籍 Introductory Treatise on Lie's Theory of Finite Continuous Transformation Groups を出版した。この書籍によってソフス・リーの考えが広められた。1905年王立協会フェローに選出され、1918年から1920年まで、ロンドン数学会会長を務めた。1917年に未来の文学者C. S. ルイス（Lewis）のチューターになり、オックスフォード大学入学試験の数学対策を助けた。彼はケンブリッジ大学の数学トライポスに招かれたオックスフォード大学出身の初めての数学者で、没前の短い間その試験を務めた。

## 私生活
1889年後半で、キャンベルはアシュトン住民登録地区にて、サラ・ハードマン（1862年頃オールドハムで出生）と結婚した。オックスフォードで3人の息子と1人の娘を儲けた。
- ジョン・モーリス・ハードマン・キャンベル（英語版）（1891–1973）
- ウィリアム・パーシー・キャンベル（William Percy Campbell、1894年5月2日 – 1914年10月24日）
- パトリック・ジェームズ・キャンベル（Patrick James Campbell、1897年12月22日  – ）
- ドロシア・マリー・ハードマン・キャンベル（Dorothea Mary Hardman Campbell、1902年12月28日 – ?)。

ウィリアム・キャンベルは1913年10月にオックスフォード大学に入学したが、1年後に第一次世界大戦の戦線に送られた。彼は第三大隊（第二大隊所属）少尉としてウィルトシャー連隊で1914年10月から戦い、数週間後に戦死した。また、王立空軍大将のサー・ドナルド・ハードマン（Sir Donald Hardman）のおじだった。

## 書籍
- Introductory treatise on Lie's theory of continuous transformation groups. Oxford: Clarendon Press. (1903)[8]
- A course of differential geometry. Oxford: Clarendon Press. (1924)[9]